# Avanom
Der Avanom war ein Stückmaß in Französisch-Indien in der Provinz Pondichery. Es wurde nur für die Arekanuss, einer Betelpalmenfrucht, verwendet.
- 1 Avonom = 2000 Stück Nüsse